# Jasmine Moore
Jasmine Moore (* 1. Mai 2001 in Grand Prairie, Texas) ist eine US-amerikanische Leichtathletin, die sich auf den Dreisprung spezialisiert hat und auch im Weitsprung an den Start geht.

## Sportliche Laufbahn
Erste internationale Erfahrungen sammelte Jasmine Moore im Jahr 2017, als sie bei den U20-Panamerikameisterschaften in Trujillo mit einer Weite von 13,25 m die Bronzemedaille im Dreisprung gewann. Im Jahr darauf belegte sie bei den U20-Weltmeisterschaften in Tampere mit 5,99 m den zehnten Platz im Weitsprung und erreichte auch im Dreisprung mit 13,09 m Rang zehn.
2019 begann sie ein Studium an der University of Georgia und wechselte 2021 an die University of Florida. Zudem qualifizierte sie sich im selben Jahr im Dreisprung für die Teilnahme an den Olympischen Sommerspielen in Tokio und schied dort mit 13,76 m in der Qualifikationsrunde aus.
2022 siegte sie bei den NCAA-Collegemeisterschaften im Weit- und Dreisprung und startete in beiden Disziplinen bei den Weltmeisterschaften in Eugene, verpasste dort aber mit 6,60 m und 14,24 m jeweils den Finaleinzug.
Im Jahr darauf war sie in der Halle im Dreisprung überlegen und sicherte sich mit neuem Nordamerikarekord von 15,12 m den Titel bei den NCAA-Meisterschaften und auch im Weitsprung siegte sie mit 7,03 m. Auch im Freien gewann sie den Collegemeistertitel im Dreisprung, ehe sie bei den Weltmeisterschaften in Budapest mit 6,54 m im Finale den zehnten Platz belegte. Im Dreisprung belegte sie mit 13,54 m im Finale Rang elf.
2024 gelangte sie bei den Hallenweltmeisterschaften in Glasgow mit 14,15 m auf den fünften Platz im Dreisprung. Bei den Olympischen Spielen in Paris gewann sie mit Weiten von 14,67 m und 6,96 m sowohl im Dreisprung als auch im Weitsprung die Bronzemedaille.

## Persönliche Bestleistungen
- Weitsprung: 7,03 m, 10. März 2023 in Albuquerque
- Dreisprung: 15,12 m, 11. März 2023 in Albuquerque (US-amerikanischer Rekord)